# Louise Candlish
Louise Candlish (1968, Hexham) é uma escritora inglesa. Os livros dela estão publicados em 15 idiomas.

## Biografia
Nascida em Hexham, Inglaterra e foi criada na cidade de Northampton.
Louise Candlish estudou Língua Inglesa na University College London e trabalhou como editora de livros ilustrados e redatora antes de se dedicar exclusivamente à escrita. Atualmente vive em Londres com o marido, a filha e o cão labrador, Bertie. Madame Bovary é o seu livro favorito.
Sempre que não está escrevendo, Louise gosta de ler livros, assistir TV, fazer longas caminhadas e tomar uma taça de vinho com a família e amigos. Entre seus autores favoritos estão Tom Wolfe, Patricia Highsmith e Agatha Christie.

## Prêmios
Em 2019, seu romance policial Our House ganhou o prêmio de Livro de Crime e Suspense do Ano no British Book Awards. Em 2022, o romance foi adaptado para uma série da ITV estrelada por Tuppence Middleton e Martin Compston.

## Adaptação
Our House (2022) Série de televisão na ITV, baseada em livro de mesmo nome.